# Alois Wiesinger
Alois Wiesinger O.Cist. (* 3. Juni 1885 in Pettenbach, Oberösterreich; † 3. Jänner 1955 in Schlierbach, Oberösterreich) war Abt des Stiftes Schlierbach.

Alois Wiesinger kurz nach seiner Amtseinführung

## Jugend und frühe Prägung
Alois Wiesinger wurde nicht weit von Schlierbach, in der Pfarre Magdalenaberg, geboren. Sein Vater war Taglöhner und starb früh. Armut prägte seine Jugend. Nach der Matura am Stiftsgymnasium Kremsmünster trat er 1905 in das Zisterzienserstift Schlierbach ein. Nach drei Jahren Theologiestudium in Innsbruck wurde er 1909 zum Priester geweiht. Er studierte noch drei weitere Jahre in Innsbruck und promovierte im Jahr 1912.
Er wurde Kooperator in der Melker Pfarre Traiskirchen. 1914 übernahm er die Vorlesungen in Fundamentaltheologie am Institutum Theologicum des Ordens in Heiligenkreuz.
Im Sommer 1914 reiste er zum Eucharistischen Kongress nach Lourdes und wurde wegen des Kriegsausbruches in Frankreich zurückgehalten. Als Priester durfte er die folgenden neun Monate bis zum April 1915 in französischen Trappistenklöstern verbringen. In diesen Klöstern lernte er persönlich das monastische Leben der Zisterzienser der strengeren Observanz kennen. Vom Trappistenabt Dom Jean-Baptiste Chautard von Sept-Fons erhielt er das Buch L'ame de tout Apostolat, welches dann Wiesingers geistliche Richtung wesentlich mitbestimmte. Unter dem Titel Innerlichkeit, das Geheimnis des Erfolges im apostolischen Wirken erschien 1921 Wiesingers deutsche Übersetzung von Chautards Werk. Die deutsche Fassung wird bis heute aufgelegt.
Zwei Jahre nach seiner Rückkehr – er war wieder Theologieprofessor in Heiligenkreuz geworden und zugleich Pfarrer in Gaaden – wurde er am 24. Juli 1917 nach dem Tod von Abt Gerhard Haslroither zum 14. Abt von Schlierbach gewählt. Mit 32 Jahren war er der jüngste Abt Österreichs und ging dynamisch ans Werk.
Das monastische Leben der Trappisten, wie er es in Frankreich kennengelernt hatte, war dem jungen Abt nun in vielem ein Vorbild, wenn auch nicht in allem. Äußere Tätigkeiten eines Klosters wurden von Abt Alois ausdrücklich bejaht. Er führte das Kloster zu seinem bisher größten Personalstand (über 50); insgesamt sind von 1917 bis 1955 126 Männer eingetreten, davon sind 64 auf Lebenszeit geblieben.

## Wiedereinführung von Laienbrüdern

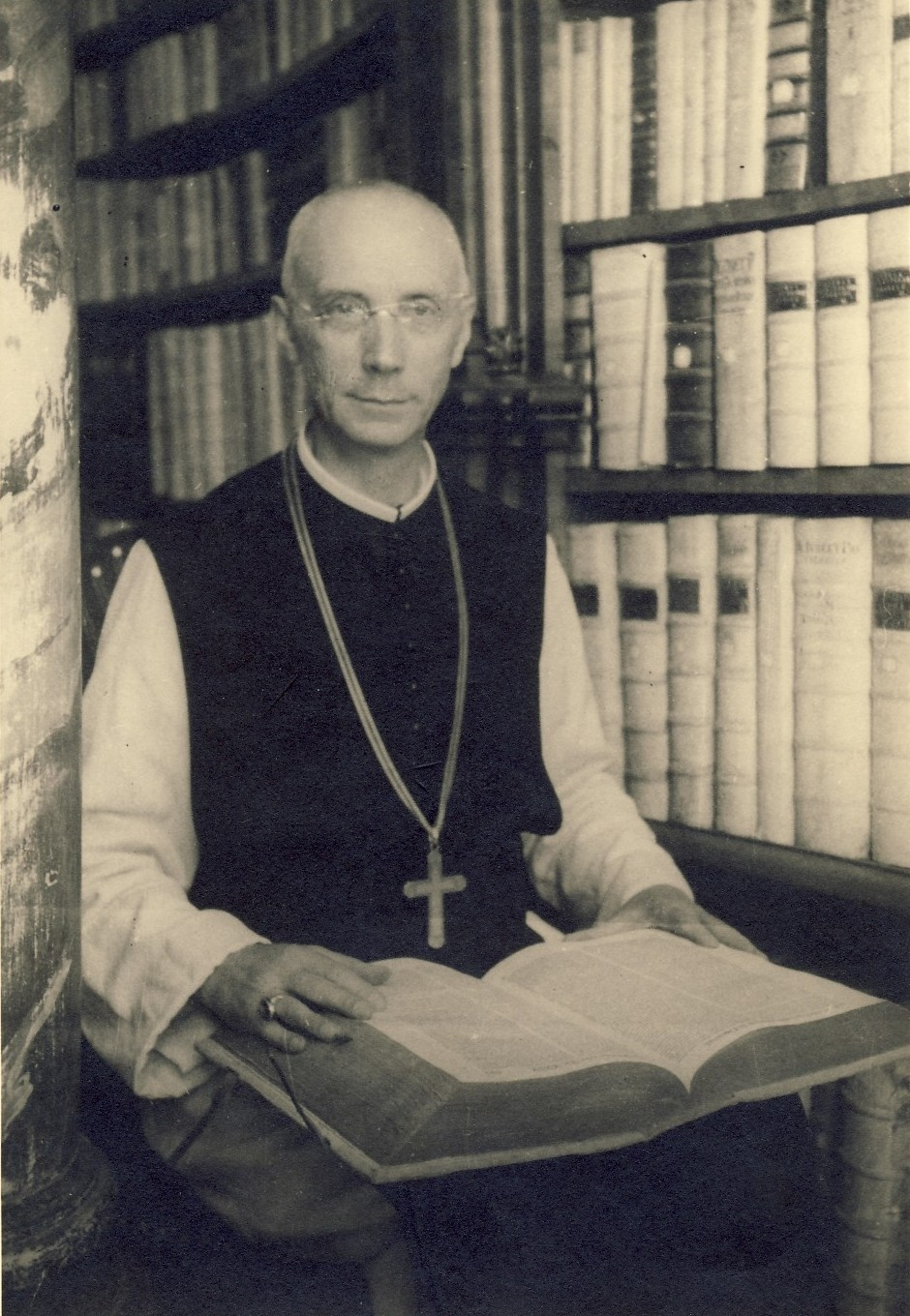
Abt Alois Wiesinger in der Schlierbacher Bibliothek

1925 gab es in Schlierbach 21 Priester, 4 Kleriker und 2 Laienbrüder (auch Konversen genannt). 1938 waren es 27 Priester, 12 Kleriker, 2 Novizen und 29 Laienbrüder. In den österreichischen Klöstern war die Tradition der Laienbrüder nicht stark ausgeprägt, weil die Mönche fast ausschließlich in der Pfarrseelsorge wirkten und daher Priester sein mussten. Der Auftakt zu einem Konverseninstitut kam 1921, als Wiesinger zwei Laienbrüder-Novizen nach Sankt Ottilien in Bayern entsandte, um dort das Brüder-Noviziat zu besuchen. Sie vervielfachten sich bald. Andere Klöster in Österreich folgten Schlierbachs Beispiel, bis der Zweite Weltkrieg diese Entwicklung unterbrach. Die Schlierbacher Laienbrüder wurden unter anderem in der Käserei eingesetzt, dort hatte ein Laienbruder nach dem Ersten Weltkrieg für den Aufbau gesorgt. Brüder waren auch bei Missionsinitiativen begehrte Mitarbeiter, weil sie ihre praktischen Kenntnisse einsetzten, kostspielige Lohnarbeiter ersetzten, eifrig arbeiteten und den religiösen Akzent der Initiativen unterstrichen.

## Schule
Die Schulgründung wurde durch den Übertritt des Trappistenpaters Sebastian Müller beschleunigt, der damit begonnen hatte, einige Knaben in Latein zu unterrichten. Am 1. Juli 1925 beschloss das Schlierbacher Kapitel, eine Schule zu gründen. Der Anfang des Schlierbacher Gymnasiums mit sieben Studenten fand am 20. September 1925 statt. Im Oktober 1925 hatte das Generalkapitel des Ordens beschlossen, missionarische Initiativen zu fördern und so wurde die Schule in diesem Anliegen weitergeführt und vorübergehend Herz-Jesu Missionskolleg genannt. Als Initiator soll Müller gelten, nicht Wiesinger. Als Vorbild dienten wieder einmal die Benediktiner von St. Ottilien, die eine erfolgreiche Schule im Geist der Mission führten. 1932 erhielt die Schlierbacher Schule das Öffentlichkeitsrecht. Die erste Matura wurde 1934 an 20 Absolventen verliehen. Wiesinger blieb Direktor und Professor bis zum Tode, allerdings wurde die Schule während des Dritten Reiches (insgesamt von 1938 bis 1947) geschlossen; er weilte in Brasilien. Mehr als 450 Absolventen sind aus der Schule hervorgegangen, davon ergriffen 75 einen geistlichen Beruf.

## Mission
Wiesinger war im Orden für seinen missionarischen Eifer bekannt und wurde bald Generalprokurator des Zisterzienserordens für Missionsangelegenheiten. 1925 brachte er den Missionsgedanken vor das Generalkapitel des Zisterzienserordens. 1928 kam es zur Gründung von Apolo in Bolivien durch das Stift Wilhering. Im Mai 1928 kam es zum Kauf von Spring Bank in Milwaukee (USA). Wiesinger vermittelte im Jahr 1929 zwischen Generalabt und der vietnamesischen Mönchsgemeinschaft von Phuoc-Son, so dass diese 1933 in den Orden eingegliedert werden konnte. Erst im Jahr 1938 kam es zu einer Gründung aus den Reihen des Schlierbacher Konventes: Wiesingers Mitbrüder übernahmen die Seelsorge in der Pfarrei Jacobina (Brasilien), die eine räumliche Ausdehnung so groß wie das Bundesland Oberösterreich hatte.

## Soziale Frage

Wiesingers Aufruf an die Arbeiter, 1948

Abt Alois Wiesinger wurde schon während seiner Studienzeit an der Universität Innsbruck mit der katholischen Soziallehre konfrontiert. Den entscheidenden Anstoß für seine sozialreformerischen Gedanken erhielt er 1912 als Kaplan in der Arbeiterpfarre Traiskirchen. Er lernte hier den Vordenker der christlichen Arbeiterjugend Anton Orel aus Wien kennen. Orels antikapitalistische Thesen und deren Begründung überzeugten Wiesinger derart, dass er sich fortan eingehend mit der sozialen Frage beschäftigte. Seine Kapitalismuskritik veröffentlichte er schon Anfang 1914 im Linzer Volksblatt als Dr. Norikus. Zur damaligen Zeit war er Professor in Heiligenkreuz. Der materialistischen Ausrichtung und dem Versuch der Sozialisten, die soziale Frage durch die Hintertüre des Gemeineigentums an den Produktionsmitteln zu lösen, erteilte er eine klare Absage.
„Materialismus und Christentum sind unvereinbar“ schrieb Wiesinger in seinem Werk „Operismus“.
Nach einer gründlichen Analyse der damaligen Wirtschaftssysteme Kapitalismus und Sozialismus entwarf er ein Konzept, um die soziale Frage zu lösen und veröffentlichte seine Gedanken in dem Manifest: „1848 – 1948 Arbeiter der Faust und der Stirne vereinigt Euch! – Ein Aufruf an die Arbeiter der Welt von Abt Wiesinger“ (Linz 1948); sowie in der Monographie: „Der Operismus – Eine Darlegung der Grundsätze des Christentums zur Lösung der sozialen Frage“ (Linz 1947).
Als Operismus bezeichnete Abt Wiesinger ein Wirtschafts- und Arbeitssystem, das sowohl christlich geprägt als auch sozial ausgerichtet ist. Dieses System knüpft an die päpstlichen Sozialenzykliken Rerum Novarum und Quadragesimo anno an und enthält Gedanken, die Johannes Paul II. in seiner Sozialenzyklika Laborem exercens ebenfalls formuliert hat. Wiesinger versteht seinen Weg des Operismus als dritten Weg, der weder kapitalistisch noch sozialistisch ist. Daher ist das Etikett roter Abt, das man ihm angehängt hatte, irreführend. Alois Wiesinger forderte, das Wirtschaftssystem so umzugestalten, dass der arbeitende Mensch im Mittelpunkt steht. Er soll vom Wirtschaftsprozess Vorteile haben und über der Sache, d. h. den sächlichen Produktionsfaktoren, stehen. Sein Begriff des arbeitenden Menschen kennt keine Klassengegensätze und keinen Klassenkampf.
Er war sich durchaus im klaren, dass die soziale Frage letztlich nur politisch gelöst werden kann. Er forderte daher im Rahmen der Ordnungspolitik des Staates eine umfangreiche Gesetzgebung zum Schutz des arbeitenden Menschen. Er stellte auch fest, dass der kirchliche Auftrag, den Menschen das ewige Heil zu vermitteln, nur möglich ist, wenn die Soziale Frage aufgegriffen und gelöst wird. Daher ist die Kirche verpflichtet, fortlaufend auf ungerechte ökonomische und soziale Verhältnisse aufmerksam zu machen und Lösungen einzufordern.
Die soziale Frage begleitete Wiesinger durch sein ganzes Leben. Er schrieb häufig Zeitungsbeiträge darüber; 1948 erschien sein umfassendes Werk Operismus.

## Kriegsbedingte Ausreise und Rückkehr nach Schlierbach

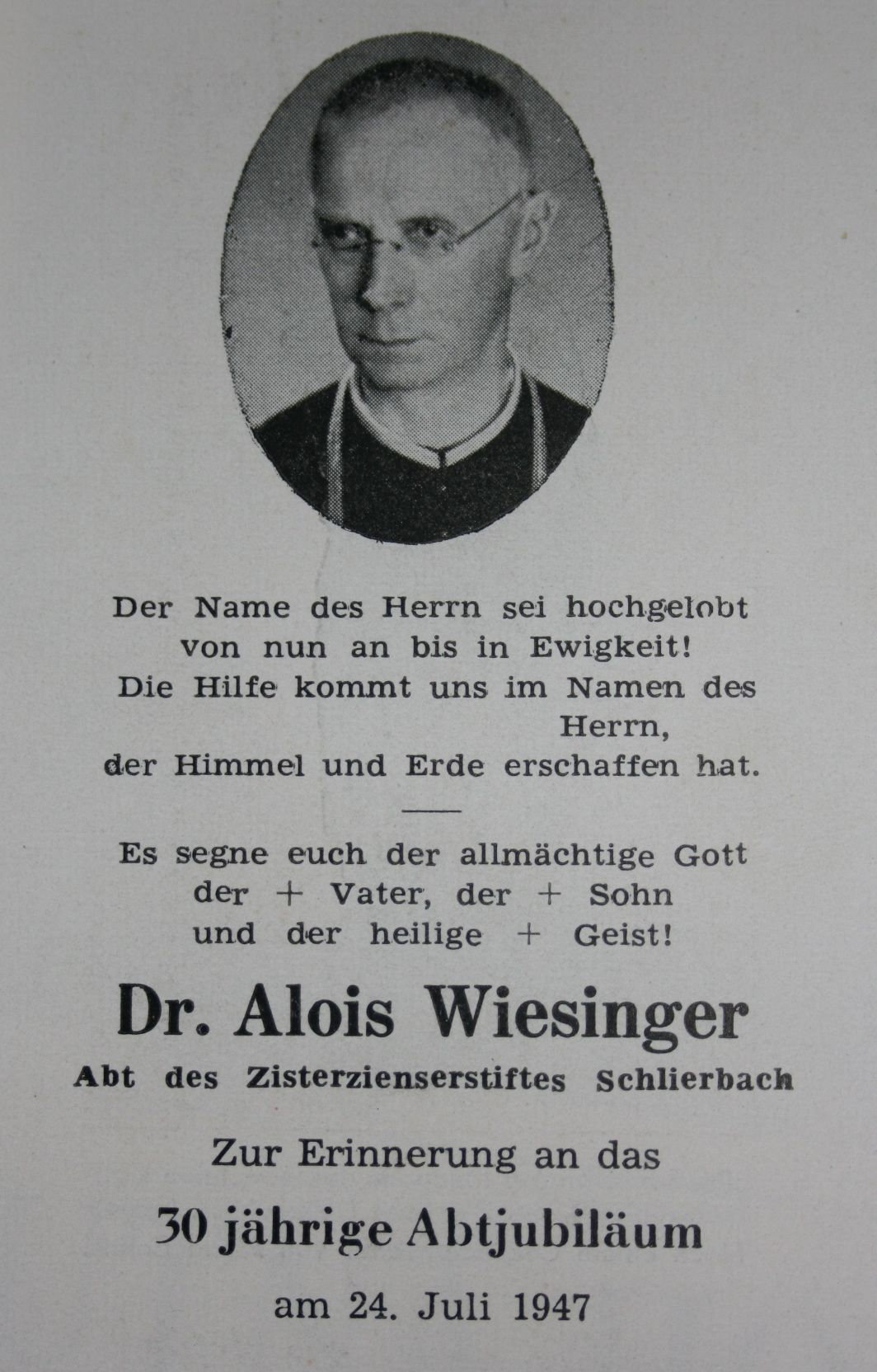
Abt Alois Wiesingers Gebetskarte anlässlich 30 Jahre Abtsweihe, 1947

Am 6. Jänner 1939 reiste der Abt über Rom nach Brasilien, um dort mit seinen Mitbrüdern als Missionar zu wirken. Die Ausreise wurde durch seine Opposition zum Nationalsozialismus verursacht, da er mit baldiger Inhaftierung rechnen musste.
Er wurde durch die beim Kriegseintritt Brasiliens verhetzte Bevölkerung der Spionage verdächtigt, Steinigung und Lynchen wurde ihm angedroht, auf der Fahrt von Jacobina nach Jequitibá wurde er auch aus dem Zug hinausgeworfen.
Als der Krieg zu Ende ging, kehrte er 1946 nach Schlierbach zurück. Jequitibá konnte sich weiterentwickeln. 1950 wurde es zur Abtei erhoben.

## Glasmalerei
Nach dem Zweiten Weltkrieg begann P. Petrus Raukamp, ein ehemaliger Glasmaler, der 1926 ins Kloster eingetreten war, in Schlierbach wieder mit diesem Kunsthandwerk. Sein Bruder hatte wegen der Bombenangriffe während des Krieges aus Linz Glasbestände nach Schlierbach verlagern lassen. Da der Bruder von P. Petrus ohne Kinder war, nützte Abt Alois die Gelegenheit, durch das Stift die oberösterreichische Glasmalerei weiterführen zu lassen, und schuf dadurch einen für das Stift kulturell und wirtschaftlich bedeutenden Betrieb.

## Werke
- Nach Manila. Lose Blätter von der Reise zum Eucharistischen Kongress (Linz 1937).
- Jean-Baptiste Chautard: Innerlichkeit – Die Seele allen Apostolates, bearbeitet von Abt Dr. Alois Wiesinger SOCist, Neuausgabe Verlag Fassbaender 1997.
- Memoiren. Übertragen von R. Stieger. Manuskript im Stiftsarchiv Schlierbach (evtl. unterliegen sie der Archivsperre).
- Operismus (Linz 1947).
- Arbeiter der Faust und der Stirne, vereinigt Euch. 1848-1948, Ein Aufruf von Abt Alois Wiesinger (Linz 1948).
- Zur Auffassung Platos heute, in: Festschrift zum 400jährigen Bestande des öffentlichen Obergymnasiums der Benediktiner in Kremsmünster (Wels 1949).
- Wie stellt sich der Katholik zu den okkulten Erscheinungen?, in: Neue Wissenschaft (1953).